# 1912 год в России

## Январь
- 5—17 января — VI Всероссийская конференция РСДРП в Праге
- 20 января — Николай II утвердил закон «Об уравнении в правах с финляндскими гражданами других русских подданных»[фин.], предоставляющий всем гражданам Российской империи на территории Финляндии равные с местными гражданами права, а также возможность подачи бумаг и прошений во все официальные учреждения и всем должностным лицам на русском языке. Закон допускает исключения в отношении евреев. Вступил в действие с 14 мая.
- 22 января — открыто движение электрического трамвая в Пскове.
- 22—30 января — I Всероссийский единоверческий съезд

## Март
- Март — Скандал в Думе по поводу Распутина

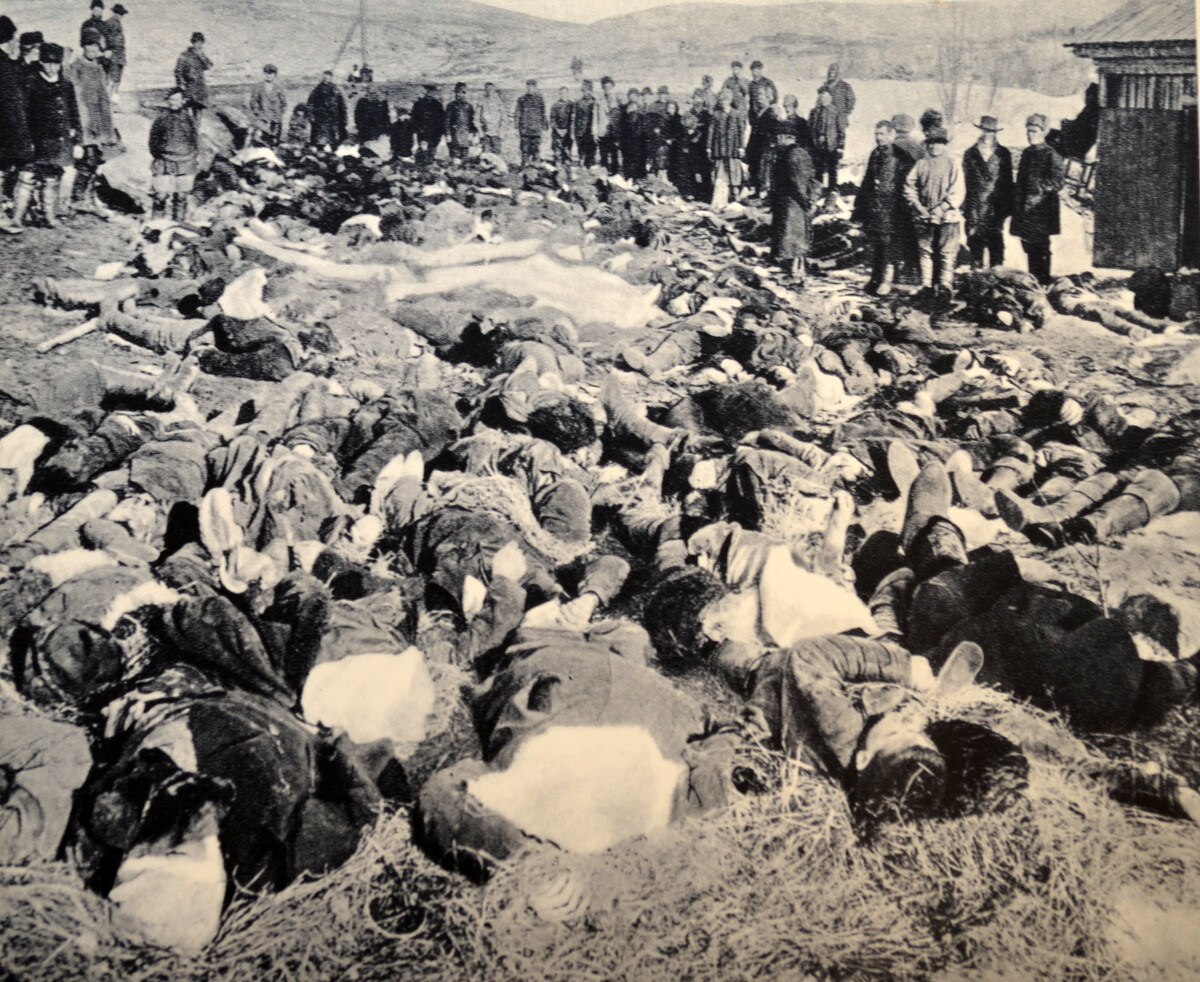
Жертвы Ленского расстрела

## Апрель
- 17 апреля — Ленский расстрел — расстрел рабочих правительственными войсками на золотых приисках на реке Лене
- 22 апреля — Первый номер газеты «Правда»

## Май

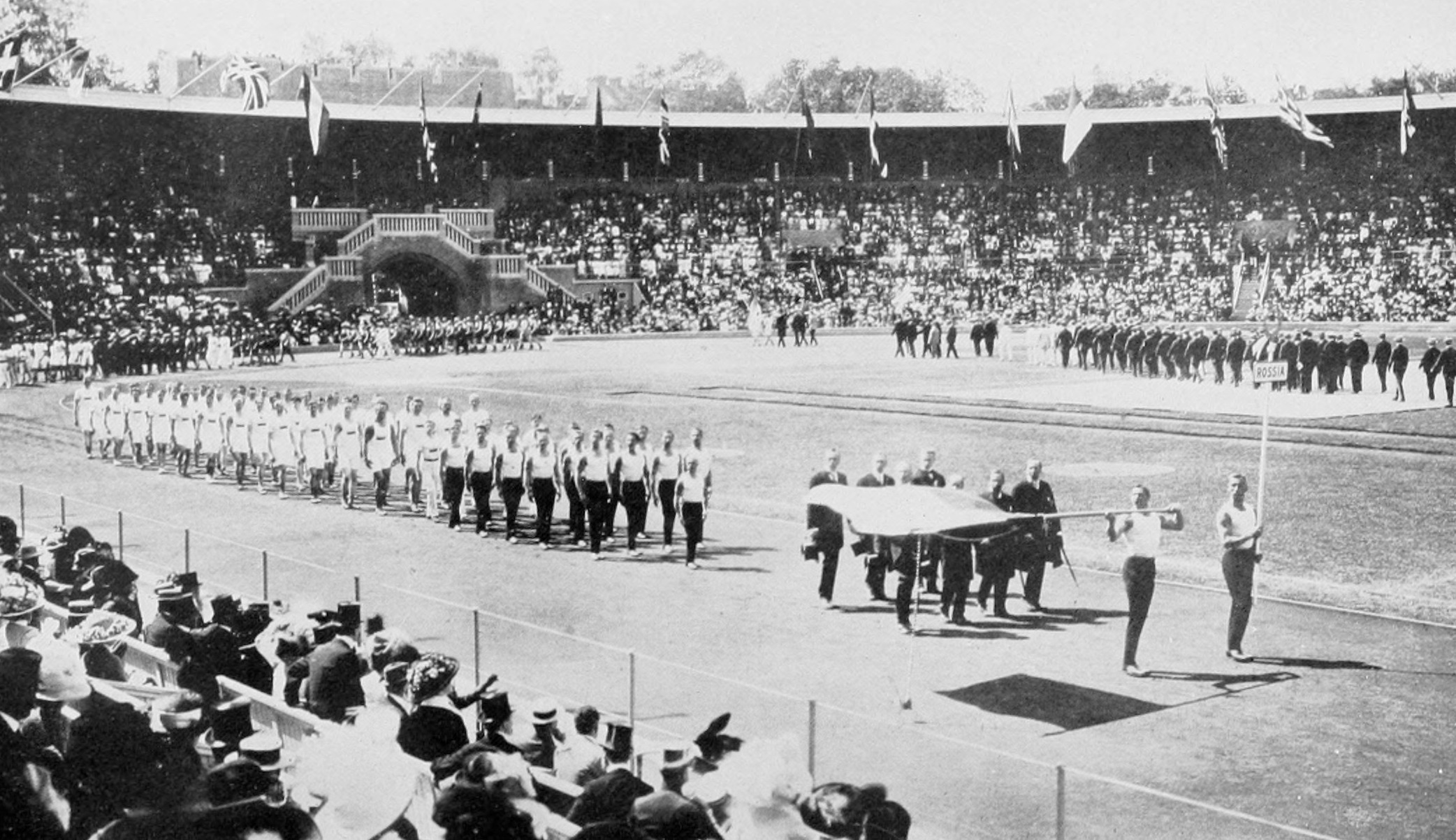
Российские атлеты на открытии Стокгольмской Олимпиады

- 5 мая — в Петербурге вышел первый номер большевистской газеты «Правда».
- 5 мая—27 июня — Летние Олимпийские игры 1912 в Стокгольме (Швеция). Россия заняла 16 место.

## Июнь
- 1 июня — основан Воронежский вагоноремонтный завод имени Э. Тельмана (ВВРЗ).
- 9 (22) июня 1912 года — Истекли полномочия III Государственной Думы

## Июль
- 1 июля — Футбольный матч Россия-Германия, Россия потерпела сокрушительное поражение 16:0, что является крупнейшим поражением сборной России и СССР по футболу
- 8 июля 
  - в Российской империи принято Положение о замене 3-х и 4-х классных городских училищ на высшие начальные училища
  - В Петербурге подписана Русско-японская конвенция в развитие русско-японских соглашений 1907 и 1910 годов.
- 14 июля — Туркестанское восстание сапёров

## Август
- 15-16 августа — Подписана Русско-французская военно-морская конвенция о совместных действиях[1]

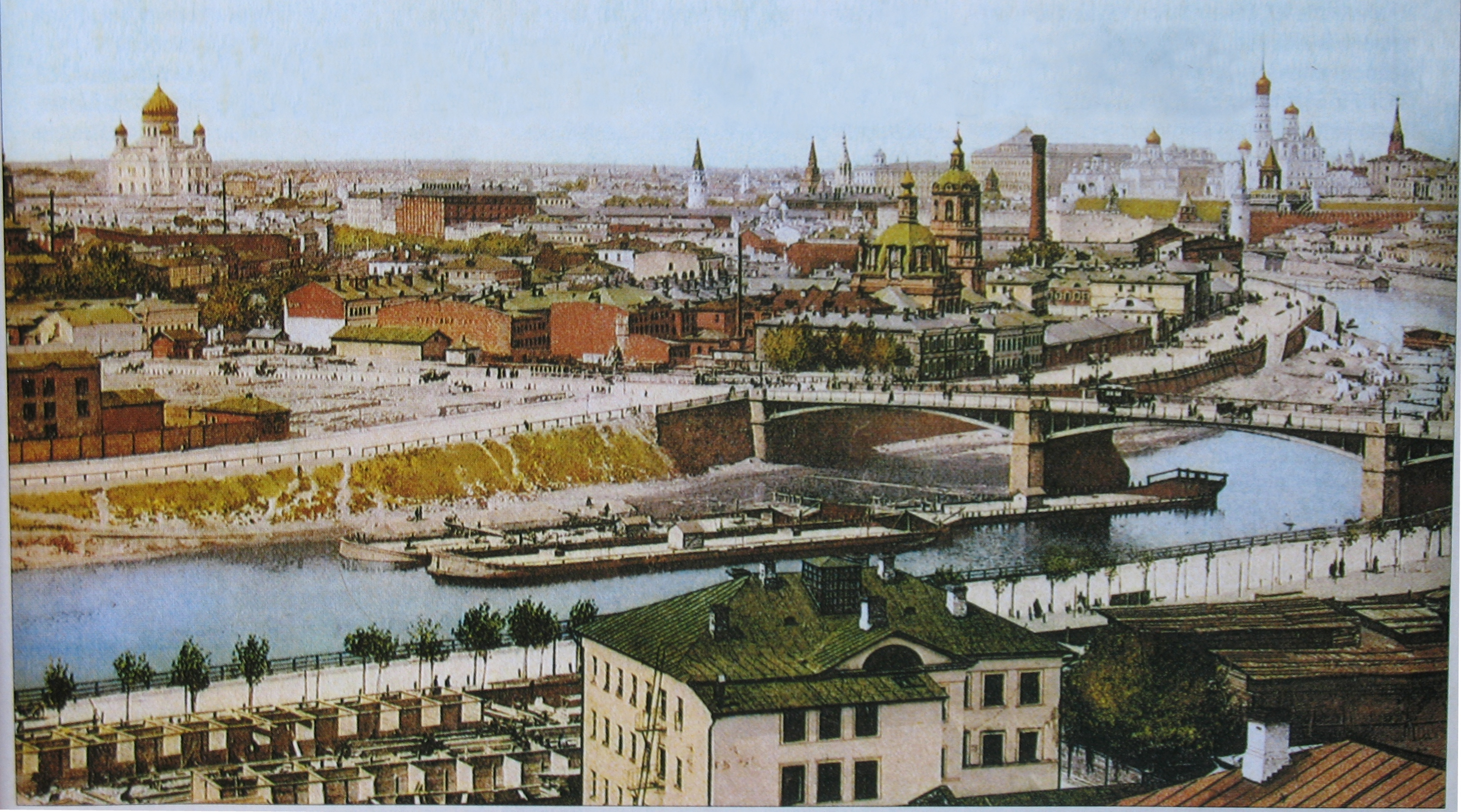
Панорама Москвы

## Сентябрь
- 7 сентября — Российская империя отметила столетие победы над Наполеоном в Отечественной войне 1812 года.  В честь этого события в Москве построен Бородинский мост архитектора Романа Ивановича Клейна.
- 10 сентября — Старт экспедиции Брусилова[2].
- 28 сентября — открыто трамвайное движение в Выборге.
- сентябрь — Выборы в IV Госдуму. 154 места получил Союз 17 октября Александра Гучкова.

## Октябрь
- 9 октября — открыто трамвайное движение в Владивостоке.
- 19 октября — в Москве французской компанией «Гном-Рон», был образован небольшой завод по сборке авиационных ротативных семицилиндровых звездообразных моторов «Гном» мощностью 80 л. с., ныне ФГУП «НПЦ газотурбостроения „Салют“» (Федеральное государственное унитарное предприятие «Научно-производственный центр газотурбостроения „Салют“».
- 21 октября (3 ноября) 1912 года — Договор о дружбе между Россией и Внешней Монголией.

## Ноябрь
- 15 (28) ноября 1912 года — Собралась IV Государственная Дума

## Декабрь
- 17 декабря — Лондонская конференция послов Австро-Венгрии, Великобритании, Германии, Италии, России и Франции признала автономию Албании